# کورنل وایلد
کورنل وایلد (انگلیسی: Cornel Wilde؛ زاده ۱۳ اکتبر ۱۹۱۲ درگذشته ۱۶ اکتبر ۱۹۸۹) یک هنرپیشه، و کارگردان اهل ایالات متحده آمریکا بود.
از فیلم‌ها یا برنامه‌های تلویزیونی که وی در آن نقش داشته است، می‌توان به به بهشت واگذارش کن، عمر خیام، کمدین و دو پرچم به سوی غرب اشاره کرد.

## مرگ
وایلد  پس از تشخیص بیماری خونی اش، بر اثر سرطان خون درگذشت . 